# Aphonnic
Aphonnic ist eine spanische Metalcore-Band aus Vigo (Galicien), gegründet 2001. Auf dem ersten und zweiten Album ist die Musik Nu-Metal-orientiert und englischsprachig. Heutzutage verwendet die Band nur spanischsprachige Texte und die Musik ist Metalcore-orientiert.

## Diskografie
Alben
- 2003: Silennce (Pai)
- 2006: Foolproof (K Industria)
- 2009: 6 Bajo Par (Producciones Malditas)
- 2013: Héroes (APHONNIC)
- 2016: Indomables (Maldito Records)
- 2020: La Reina (Maldito Records)
- 2024: Crema (Maldito Records)